# Hugues Branle
Hugues Branle (26 januari 1972) is een Belgische voormalige atleet, die zich had toegelegd op het verspringen. Hij werd eenmaal Belgisch kampioen.

## Biografie
Hugues Branle werd in 1996 Belgisch kampioen verspringen. Hij was aangesloten bij FC Luik, Olympic Essenbeek Halle, Cercle Athétique Brabant-Wallon en Union Sportive Braine-Waterloo. Hij werd na zijn actieve carrière atletiekcoach.

## Belgische kampioenschappen
| Onderdeel   | Jaar |
| ----------- | ---- |
| verspringen | 1996 |

## Persoonlijke records
| Onderdeel   | Prestatie | Wind     | Datum        | Plaats             |
| ----------- | --------- | -------- | ------------ | ------------------ |
| verspringen | 7,66 m    | -0,8 m/s | 23 juli 1998 | Naimette-Xhovémont |

## Palmares

### verspringen
- 1996:  BK AC – 7,48 m
- 1997:  BK AC indoor – 7,08 m
- 1997:  BK AC – 7,41 m
- 1998:  BK AC – 7,53 m
- 2005:  BK AC indoor – 7,02 m

### hink-stap-springen
- 2005:  BK AC – 13,99 m
- 2009:  BK AC – 14,00 m